# Racoviță (Familie)

Wappen

Die Racoviță (auch: Racovitza, Racovita) waren eine teilweise hellenisierte Familie von Bojaren aus der Moldau und Walachei, die im 17. Jahrhundert zu den einflussreichsten Aristokratenfamilien der Donaufürstentümern zählte und im 18. Jahrhundert mehrfach den Gospodar (rumänisch Domnitor) stellte. Es gelang ihnen in den Kreis der Phanarioten in Konstantinopel durchzudringen, wodurch sie den Thron ihrer Heimatländer gewinnen und diese Position behaupten konnten. 

## Bekannte Mitglieder der Familie Racoviță
- Ana Racoviță, Ehefrau des französischen Arztes und Physikers Carol Davila und Mutter von Alexandru Davila, Schriftsteller, Diplomat und enger Freund von König Carol I. Sie starb am 14. Januar 1874 aufgrund einer Medikamentenverwechslung auf tragische Weise.
- Aurel Racovitză (1890–1957), rumänischer Diplomat und General
- Constantin Racoviță: Sohn von Mihai Racoviță, Herrscher der Moldau (1749–1753, 1756–1757) und Herrscher der Walachei (1753–1756, 1763–1764)
- Emil Racoviță (1868–1947), Biologe, Meeresforscher, Botaniker und gilt als Begründer der Biospeläologie
- Ioan Mihail Racoviță (1889–1954), rumänischer General der 4. Armee bei der Operation Jassy-Kischinew, Verteidigungsminister vom 23. August bis 4. November 1944, im Juni 1950 verhaftet starb er am 28. Juni 1954 im Gefängnis von Sighet
- Mihai Racoviță: war dreimal Herrscher der Moldau (1703–1705, 1707–1709 und 1716–1726) und zweimal Herrscher der Walachei (1730–1731 und 1741–1744)
- Osvald Racoviță Jurist und Politiker, Bürgermeister von Iași (1927–1929, 1934–1938). Er starb 1974 nach jahrelangem Gefängnisaufenthalt und Verfolgung durch die kommunistischen Machthaber.
- Nicolae Gr. Racoviță (1835–1894), rumänischer Politiker und Minister.
- Nicolae A. Racoviță (1887–1948,) Arzt und Politiker, 1918 Bürgermeister von Iași.
- Ștefan Racoviță: Sohn von Mihai Racoviță, Herrscher der Walachei (1764–1765)